# Grenze zwischen Frankreich und Luxemburg

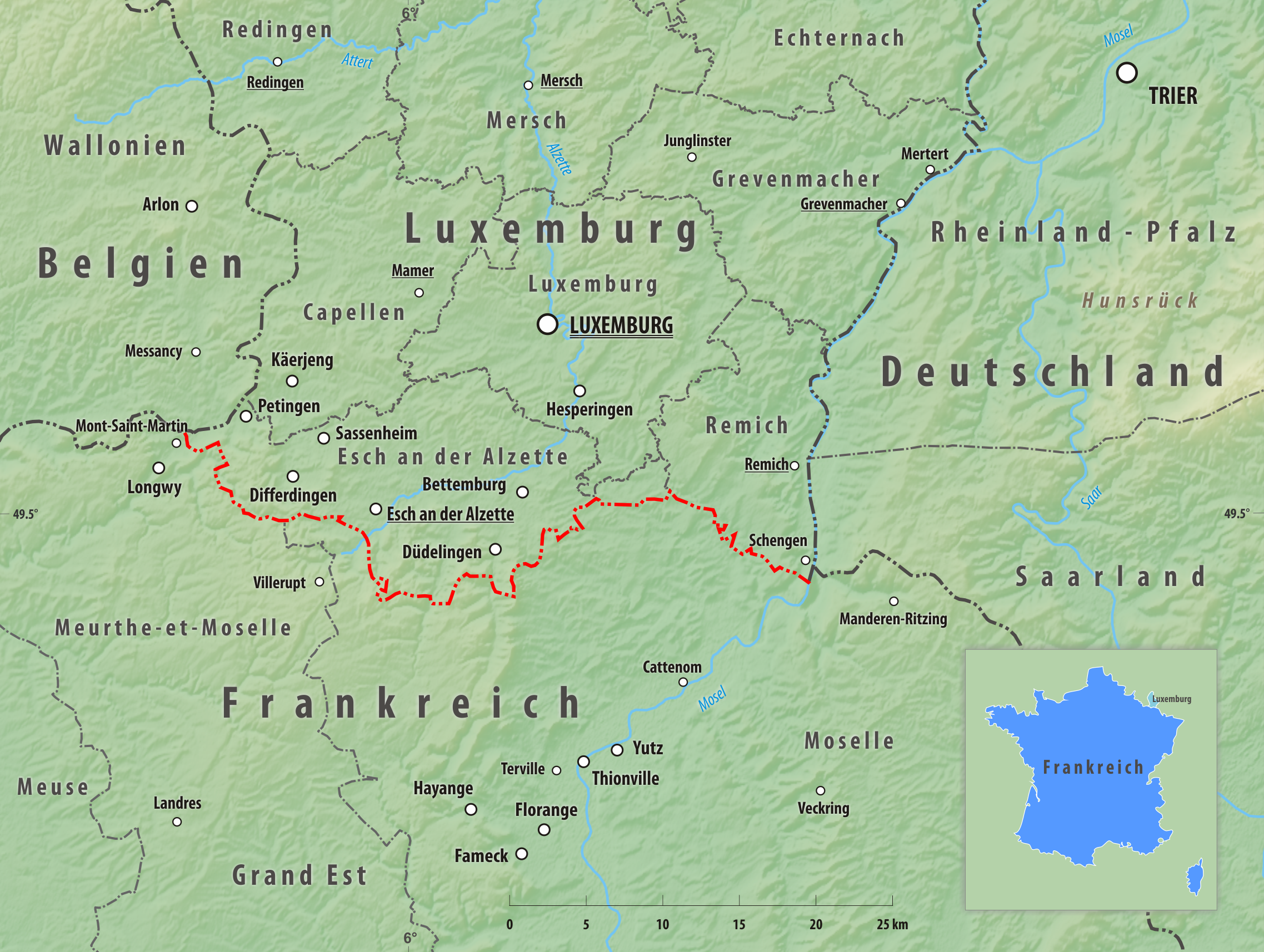
Grenzverlauf Frankreich-Luxemburg

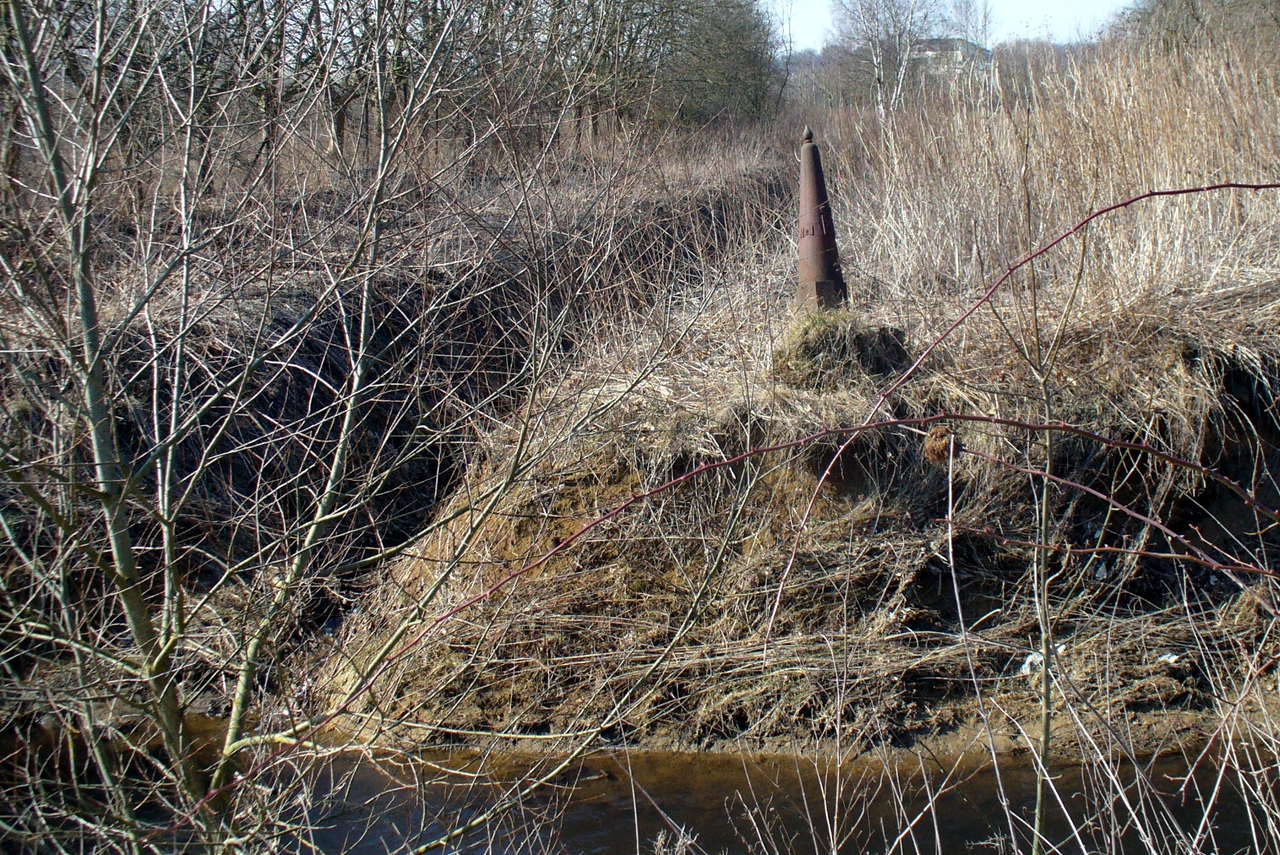
Dreiländereck Frankreich, Belgien und Luxemburg

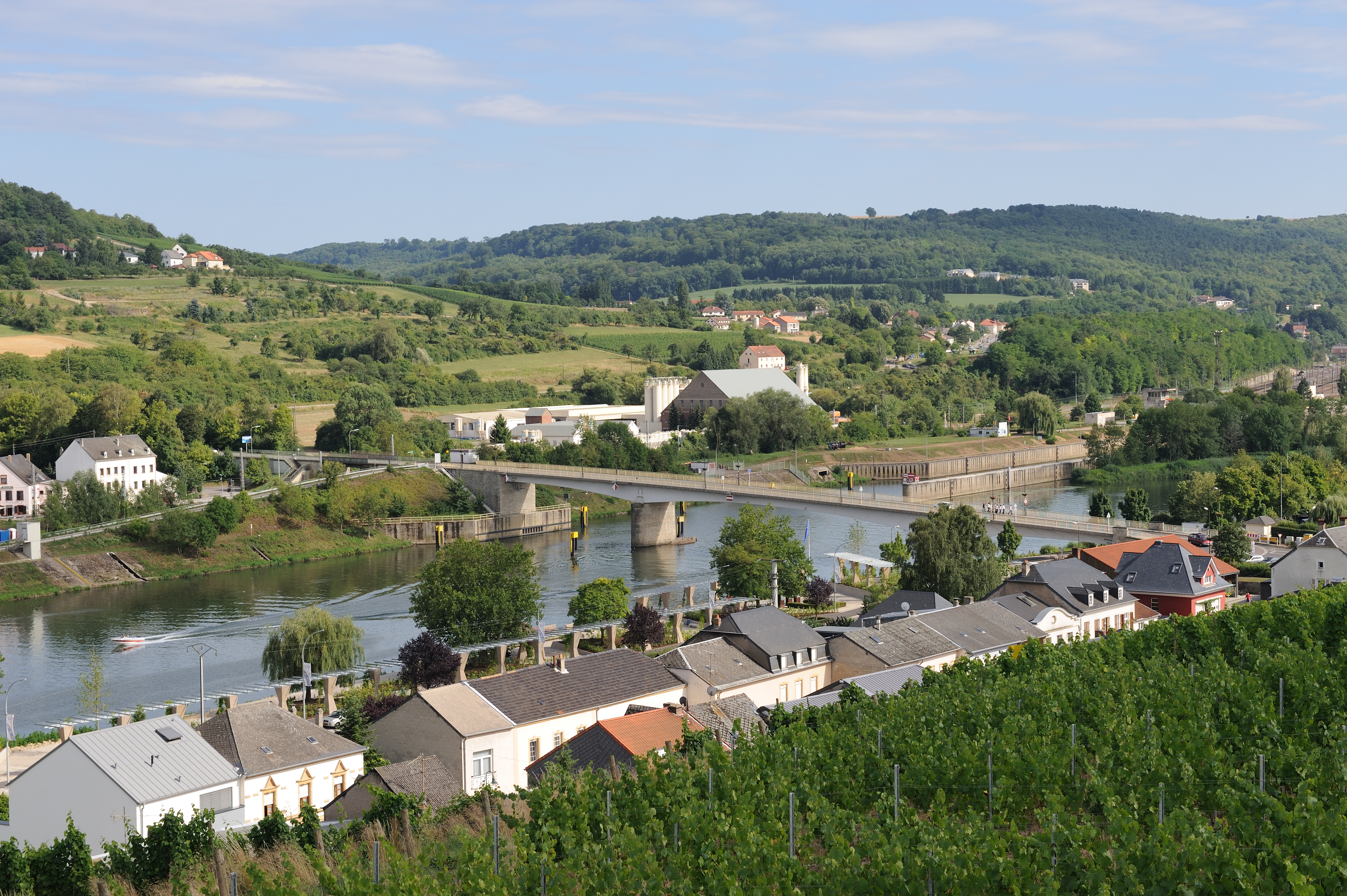
Schengen

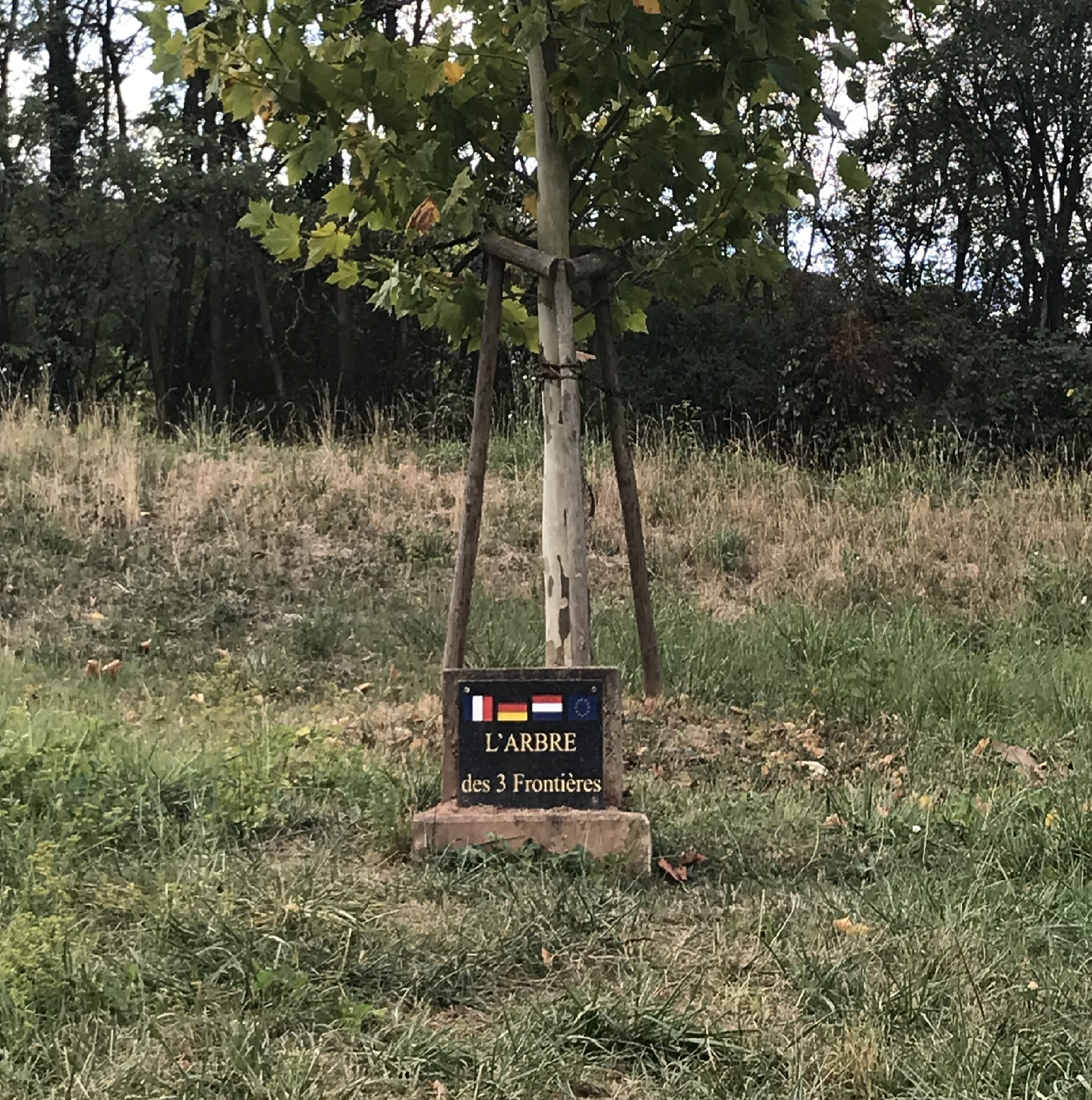
Dreiländereck Frankreich, Deutschland und Luxemburg

Die Grenze zwischen Frankreich und Luxemburg hat eine Länge von 69 Kilometern.

## Gemeinden an der Staatsgrenze (von West nach Ost)
| F R A N K R E I C H | F R A N K R E I C H       | F R A N K R E I C H |        | L U X E M B U R G | L U X E M B U R G | L U X E M B U R G   |
| Département         | Gemeinde                  | Grenz- übertritt    |        | Grenz- übertritt  | Gemeinde          | Kanton              |
| ------------------- | ------------------------- | ------------------- | ------ | ----------------- | ----------------- | ------------------- |
| Belgien             |                           |                     |        |                   |                   |                     |
| Meurthe-et-Moselle  | Mont-Saint-Martin         |                     | 1*     |                   | Petingen          | Esch an der Alzette |
| Meurthe-et-Moselle  | Longlaville               |                     | 1*     |                   | Petingen          | Esch an der Alzette |
| Meurthe-et-Moselle  |                           |                     |        |                   | Petingen          | Esch an der Alzette |
| Meurthe-et-Moselle  | Saulnes                   |                     |        |                   | Petingen          | Esch an der Alzette |
| Meurthe-et-Moselle  | Differdingen              |                     |        |                   |                   | Esch an der Alzette |
| Meurthe-et-Moselle  | 2*                        |                     |        |                   |                   | Esch an der Alzette |
| Meurthe-et-Moselle  | Hussigny-Godbrange        |                     |        |                   |                   | Esch an der Alzette |
| Meurthe-et-Moselle  |                           |                     |        |                   |                   | Esch an der Alzette |
| Moselle             | Rédange                   |                     |        |                   |                   | Esch an der Alzette |
| Moselle             | Rédange                   | Sassenheim          |        |                   |                   | Esch an der Alzette |
| Moselle             | Audun-le-Tiche            |                     |        |                   |                   | Esch an der Alzette |
| Moselle             | Esch an der Alzette       |                     |        |                   |                   | Esch an der Alzette |
| Moselle             | Rümelingen                |                     |        |                   |                   | Esch an der Alzette |
| Moselle             | Ottange                   |                     |        |                   |                   | Esch an der Alzette |
| Moselle             | Kayl                      |                     |        |                   |                   | Esch an der Alzette |
| Moselle             | Volmerange-les-Mines      |                     |        |                   |                   | Esch an der Alzette |
| Moselle             | Düdelingen                |                     |        |                   |                   | Esch an der Alzette |
| Moselle             | Zoufftgen                 |                     |        |                   |                   | Esch an der Alzette |
| Moselle             | Bettemburg                |                     |        |                   |                   | Esch an der Alzette |
| Moselle             | Roeser                    |                     |        |                   |                   | Esch an der Alzette |
| Moselle             | Frisingen                 |                     |        |                   |                   | Esch an der Alzette |
| Moselle             | Hagen                     |                     |        |                   |                   | Esch an der Alzette |
| Moselle             | Évrange                   |                     |        |                   |                   | Esch an der Alzette |
| Moselle             | Basse-Rentgen             |                     |        |                   |                   | Esch an der Alzette |
| Moselle             | Mondorff                  |                     |        |                   |                   | Esch an der Alzette |
| Moselle             |                           | Dalheim             | Remich |                   |                   |                     |
| Moselle             | Bad Mondorf               |                     | Remich |                   |                   |                     |
| Moselle             | Puttelange-lès-Thionville |                     | Remich |                   |                   |                     |
| Moselle             | Schengen                  |                     | Remich |                   |                   |                     |
| Moselle             | Beyren-lès-Sierck         |                     | Remich |                   |                   |                     |
| Moselle             | Haute-Kontz               |                     | Remich |                   |                   |                     |
| Moselle             | Contz-les-Bains           |                     | Remich |                   |                   |                     |
| Moselle             | Sierck-les-Bains          |                     | Remich |                   |                   |                     |
| Moselle             | Apach                     |                     | Remich |                   |                   |                     |
| Moselle             | 3*                        |                     | Remich |                   |                   |                     |
| Deutschland         |                           |                     |        |                   |                   |                     |

Legende
- 1=Chiers
- 2=Réierbaach
- 3=Mosel